# ミスナルシスは花柄もよう
『ミスナルシスは花柄もよう』（ミスナルシスははなえもよう）は、鈴賀レニによる日本の漫画作品。
『なかよし』（講談社）にて1977年1月号に掲載された読み切りである。それを表題作とした短編集について説明する。

## 収録作品
ミスナルシスは花柄もよう
『なかよし』1977年1月号掲載。
とんでけとんでけ麦わらぼうし
『増刊なかよし』1976年9月号掲載。
星めぐりの歌
『増刊なかよし』1976年12月号掲載。
ちょっと気になるメリー=リー
『増刊なかよし』1977年2月号掲載。
ホットココアの魔法がひとつ
『増刊なかよし』1977年4月号掲載。
金にそまった美野の秋
『増刊なかよし』1976年10月号掲載。

## 書誌情報
- ミスナルシスは花柄もよう、初版発行日 1977年9月3日
  - 「とんでけとんでけ麦わらぼうし」「星めぐりの歌」「ちょっと気になるメリー=リー」「ホットココアの魔法がひとつ」「金にそまった美野の秋」併録。

※ISBNが適用される以前の出版物のため、存在しない。